# Solocisquama
A Solocisquama a csontos halak (Osteichthyes) főosztályának sugarasúszójú halak (Actinopterygii) osztályába, ezen belül a horgászhalalakúak (Lophiiformes) rendjébe és az Ogcocephalidae családjába tartozó nem.

## Tudnivalók
Az összes Solocisquama-fajnak az előfordulási területe a Csendes-óceán, azonban a Solocisquama stellulata az Indiai-óceánban is megtalálható. Eme halak hossza fajtól függően 7,3-13,6 centiméter közötti.

## Rendszerezés
A nembe az alábbi 3 faj tartozik:
- Solocisquama carinata Bradbury, 1999
- Solocisquama erythrina (Gilbert, 1905)
- Solocisquama stellulata (Gilbert, 1905) - típusfaj